# Eliminatórias da Copa do Mundo FIFA de 1994 - América do Sul
As Eliminatórias da América do Sul para a Copa do Mundo FIFA de 1994 decidiram quais seleções de futebol filiadas à CONMEBOL preencheriam as quatro vagas disponíveis da confederação para a Copa do Mundo FIFA de 1994.

## Histórico
Entre 1990 e 1994, o Chile foi barrado de participar das disputas de Copa do Mundo pela FIFA. Foi resultado de um incidente durante um jogo das Eliminatórias para a Copa de 1990 contra o Brasil, quando o goleiro chileno Roberto Rojas fingiu estar seriamente ferido por um rojão jogado pela torcida brasileira, para forçar um abandono da partida. O Brasil ganhava o jogo por 1 a 0 com 23 minutos restantes de jogo e uma derrota eliminaria o Chile da disputa. Esperando um novo jogo, os oficiais chilenos e a equipe médica escoltaram os jogadores para fora do campo. Após estudar o vídeo do jogo, a FIFA entendeu que o rojão não havia acertado Rojas e o evento todo foi uma encenação da equipe chilena. Rojas foi banido para sempre do futebol (posteriormente, seria anistiado pela entidade), o Brasil ficou com o resultado de 2 a 0 e a Seleção Chilena foi impedida de disputar partidas oficiais por cinco anos.

## Classificação Final
|  | Classificadas para a Copa do Mundo de 1994 |
|  | Classificada para a Repescagem             |
|  | Eliminadas                                 |

### Grupo A
| Pos | Equipe    | Pts | J | V | E | D | GP | GC | SG  | Classificado                |  | COL | ARG | PAR | PER |
| --- | --------- | --- | - | - | - | - | -- | -- | --- | --------------------------- |  | --- | --- | --- | --- |
| 1   | Colômbia  | 10  | 6 | 4 | 2 | 0 | 13 | 2  | +11 | Copa do Mundo de 1994       |  | —   | 2–1 | 0–0 | 4–0 |
| 2   | Argentina | 7   | 6 | 3 | 1 | 2 | 7  | 9  | −2  | Repescagem intercontinental |  | 0–5 | —   | 0–0 | 2–1 |
| 3   | Paraguai  | 6   | 6 | 1 | 4 | 1 | 6  | 7  | −1  | Eliminados                  |  | 1–1 | 1–3 | —   | 2–1 |
| 4   | Peru      | 1   | 6 | 0 | 1 | 5 | 4  | 12 | −8  | Eliminados                  |  | 0–1 | 0–1 | 2–2 | —   |

### Jogos
| 01/08/1993 | Peru      | 0-1 | Argentina |
| 01/08/1993 | Colômbia  | 0-0 | Paraguai  |
| 08/08/1993 | Paraguai  | 1-3 | Argentina |
| 08/08/1993 | Peru      | 0-1 | Colômbia  |
| 15/08/1993 | Paraguai  | 2-1 | Peru      |
| 15/08/1993 | Colômbia  | 2-1 | Argentina |
| 22/08/1993 | Paraguai  | 1-1 | Colômbia  |
| 22/08/1993 | Argentina | 2-1 | Peru      |
| 29/08/1993 | Argentina | 0-0 | Paraguai  |
| 29/08/1993 | Colômbia  | 4-0 | Peru      |
| 05/09/1993 | Argentina | 0-5 | Colômbia  |
| 05/09/1993 | Peru      | 2-2 | Paraguai  |

### Grupo B
| Pos | Equipe    | Pts | J | V | E | D | GP | GC | SG  | Classificado          |  | BRA | BOL | URU | ECU | VEN |
| --- | --------- | --- | - | - | - | - | -- | -- | --- | --------------------- |  | --- | --- | --- | --- | --- |
| 1   | Brasil    | 12  | 8 | 5 | 2 | 1 | 20 | 4  | +16 | Copa do Mundo de 1994 |  | —   | 6–0 | 2–0 | 2–0 | 4–0 |
| 2   | Bolívia   | 11  | 8 | 5 | 1 | 2 | 22 | 11 | +11 | Copa do Mundo de 1994 |  | 2–0 | —   | 3–1 | 1–0 | 7–0 |
| 3   | Uruguai   | 10  | 8 | 4 | 2 | 2 | 10 | 7  | +3  | Eliminados            |  | 1–1 | 2–1 | —   | 0–0 | 4–0 |
| 4   | Equador   | 5   | 8 | 1 | 3 | 4 | 7  | 7  | 0   | Eliminados            |  | 0–0 | 1–1 | 0–1 | —   | 5–0 |
| 5   | Venezuela | 2   | 8 | 1 | 0 | 7 | 4  | 34 | −30 | Eliminados            |  | 1–5 | 1–7 | 0–1 | 2–1 | —   |

### Jogos
| 18/07/1993 | Equador   | 0-0 | Brasil    |
| 18/07/1993 | Venezuela | 1-7 | Bolívia   |
| 25/07/1993 | Venezuela | 0-1 | Uruguai   |
| 25/07/1993 | Bolívia   | 2-0 | Brasil    |
| 01/08/1993 | Uruguai   | 0-0 | Equador   |
| 01/08/1993 | Venezuela | 1-5 | Brasil    |
| 08/08/1993 | Equador   | 5-0 | Venezuela |
| 08/08/1993 | Bolívia   | 3-1 | Uruguai   |
| 15/08/1993 | Uruguai   | 1-1 | Brasil    |
| 15/08/1993 | Bolívia   | 1-0 | Equador   |
| 22/08/1993 | Brasil    | 2-0 | Equador   |
| 22/08/1993 | Bolívia   | 7-0 | Venezuela |
| 29/08/1993 | Uruguai   | 4-0 | Venezuela |
| 29/08/1993 | Brasil    | 6-0 | Bolívia   |
| 05/09/1993 | Brasil    | 4-0 | Venezuela |
| 05/09/1993 | Equador   | 0-1 | Uruguai   |
| 12/09/1993 | Uruguai   | 2-1 | Bolívia   |
| 12/09/1993 | Venezuela | 2-1 | Equador   |
| 19/09/1993 | Equador   | 1-1 | Bolívia   |
| 19/09/1993 | Brasil    | 2-0 | Uruguai   |

## Classificação Geral
| Pos | Equipe    | Pts | J | V | E | D | GP | GC | SG  | Classificado                |
| --- | --------- | --- | - | - | - | - | -- | -- | --- | --------------------------- |
| 1   | Brasil    | 17  | 8 | 5 | 2 | 1 | 20 | 4  | +16 | Copa do Mundo de 1994       |
| 2   | Bolívia   | 16  | 8 | 5 | 1 | 2 | 22 | 11 | +11 | Copa do Mundo de 1994       |
| 3   | Colômbia  | 14  | 6 | 4 | 2 | 0 | 13 | 2  | +11 | Copa do Mundo de 1994       |
| 4   | Uruguai   | 14  | 8 | 4 | 2 | 2 | 10 | 7  | +3  | Eliminados                  |
| 5   | Argentina | 10  | 6 | 3 | 1 | 2 | 7  | 9  | −2  | Repescagem intercontinental |
| 6   | Paraguai  | 7   | 6 | 1 | 4 | 1 | 6  | 7  | −1  | Eliminados                  |
| 7   | Equador   | 6   | 8 | 1 | 3 | 4 | 7  | 7  | 0   | Eliminados                  |
| 8   | Venezuela | 3   | 8 | 1 | 0 | 7 | 4  | 34 | −30 | Eliminados                  |
| 9   | Peru      | 1   | 6 | 0 | 1 | 5 | 4  | 12 | −8  | Eliminados                  |

## RepescagemCONMEBOL/OFC
Ver também: Eliminatórias da Copa do Mundo FIFA de 1994 - Oceania
| 31 de outubro de 1993 | Austrália  | 1 – 1 | Argentina | Sydney, Austrália                                               |  |
|                       | Vidmar 42' | [ 1 ] | Balbo 37' | Estádio: Sydney Football Stadium Árbitro: Sándor Puhl (Hungria) |  |

| 17 de novembro de 1993 | Argentina | 1 – 0 | Austrália | Buenos Aires, Argentina                                                   |  |
|                        | Tobin 14' | [ 2 ] |           | Estádio: Estádio Monumental de Núñez Árbitro: Peter Mikkelsen (Dinamarca) |  |

- No placar agregado de 2-1, a Argentina se classificou para a Copa do Mundo de 1994.

### Estatísticas da Edição

#### Artilheiros
| 1. | William Ramallo Bolívia - 7 Gols |
| 2. | Freddy Rincón Colômbia - 5 Gols  |
| 2. | Bebeto Brasil - 5 Gols           |

#### Estatísticas das partidas
- Gols por Jogo: 2,91
- Vitorias dos times da casa: 50%
- Empates: 25%
- Vitórias dos times visitantes: 35%